# Мельниченко Сергій Володимирович
Сергій Володимирович Мельниченко (нар. 26 жовтня 1991, Миколаїв, Україна) — український фотограф, танцюрист, майстер спорту міжнародного класу з бальних танців (2005). Засновник платформи концептуальної та арт фотографії «MYPH» (2018, Mykolaiv Young Photographers). Член творчого об'єднання «Українська фотографічна альтернатива» (2012).
У 2017 році став першим українцем, який отримав німецьку премію «Leica Oskar Barnack Award Newcomer».

## Життєпис
Сергій Мельниченко народився 26 жовтня 1991 року в Миколаєві.
З підліткового віку займався танцями, виступав за кордоном, зокрема, в Китаї.
Закінчив Національний університет кораблебудування ім. адмірала Макарова (2014, спеціалізація — інженер комп'ютерних систем).
З початком повномасштабного російського вторгнення в Україну 2022 року почав волонтерити.

## Творчість
Фотографією захопився в 2009 році.
У 2012 році переосмислив власний підхід до художньої практики після спілкування з представником Харківської школи фотографії Романом Пятковкою.
Автор серій «Шварценеггер — мій кумир» (2012, 2020; видана однойменна книга), «Полароїди з Китаю» (2015), «Від заходу до світанку» (2015—2017, 2018; видана однойменна книга), «Пасажири» (2017), «Молоді та вільні» (2017—2021), «Фундаментальні космічні дослідження голої сингулярності» (2019—2021) та інших.
Роботи опубліковані в «DailyMail», «The Sun», «The Independent Photographer», «Fisheye Magazine».
Світлини перебувають у приватних та публічних колекціях США, Китаю, України, Польщі, Франції, Німеччини, Бельгії, Росії, Литви, Чехії, Японії, Нідерландів, Італії, Швейцарії.

## Нагороди
- 2023 — номінація на Foam Paul Huf Award (Амстердам, Нідерланди)[3];
- 2022 — член Європейської платформи для фотографів «FUTURES», номінований ISSP, Рига, Латвія (Амстердам, Нідерланди)[3];
- 2022 — 16 робіт переходять у постійну публічну колекцію фонду «Alexander Tutsek-Stiftung» (Мюнхен, Німеччина)[3];
- 2020 — номінація на Foam Paul Huf Award (Амстердам, Нідерланди)[3];
- 2017 — премія «Leica Oskar Barnack Newcomer Award 2017» (Берлін, Німеччина) — за серію «Залаштунки»[25][4][6];
- 2017 — I місце в національній премії «Фотограф року 2016», категорія «Street Professional» (Київ)[3];
- 2015 — шорт-лист Премії Pinchuk Art Center (Київ)[3];
- 2013 — шорт-лист фестивалю Krakow Photomonth (Краків, Польща)[3];
- 2013 — I місце міжнародного конкурсу «Золота камера 2012», номінація «Концептуальна фотографія», аматорська (Київ)[3];
- 2013 — переможець конкурсу «Фотограф року 2012», номінація «Серія року (образотворче мистецтво)» (Київ)[3].

## Виставки
Персональні виставки:
- 2012 — Цвяхи, Кривий Ріг, Україна;
- 2013 — Шварценеггер — мій кумир, Львів, Україна;
- 2013 — Шварценеггер — мій кумир, Краківський фестиваль «Фотомісяць», Краків, Польща;
- 2014 — Уявні кохання, Closer — Київ, Україна;
- 2014 — Уявні кохання, Одеський музей сучасного мистецтва «Артерія», Одеса, Україна;
- 2014 — Шварценеггер — мій кумир, Fiebre Galería, Буенос-Айрес, Аргентина;
- 2014 — Презентація артбуку в рамках програми приватних резиденцій «Проєкт розширеної історії Музичі», Київ, Україна;
- 2014 — Шварценеггер — мій кумир, Off_Festival Bratislava 2014, Братислава, Словаччина;
- 2014 — Військовий комісаріат, Estudio С, Вальдівія, Чилі;
- 2015 — Уявні кохання, фотофестиваль в Ландскроні, Ландскрона, Швеція;
- 2017 — За лаштунками, галерея «Trzecie Oko», Краків, Польща;
- 2017 — За лаштунками, Миколаїв, Україна;
- 2017 — «Paris Photo 2017», За лаштунками/Leica Oskar Barnack Award 2017, Париж, Франція;
- 2017 — Playday, Face Foundation / Миронова Галерея, Київ, Україна;
- 2018 — За лаштунками, Галерея Клода Самюеля, Париж, Франція;
- 2018 — Самотність онлайн і полароїди з Китаю, галерея Piekno Panie, Люблін, Польща;
- 2018 — Самотність онлайн, SomoS Art Gallery, Берлін, Німеччина;
- 2018 — Тільки зараз, тільки ніколи, Face Foundation, Київ, Україна;
- 2018 — За лаштунками, Європейський місяць фотографії, Galéria Michalský dvor, Братислава, Словаччина;
- 2019 — Leica Gallery London, Лондон, Велика Британія;
- 2019 — Шварценеггер — мій кумир, Музей Харківської школи фотографії, Харків, Україна;
- 2019 — Від заходу до світанку, f22 foto space, Гонконг, Китай;
- 2020 — Молоді та вільні, Leica 6×7 Gallery, куратор Адам Мазур, Варшава, Польща;
- 2021 — Фундаментальні космічні дослідження голої сингулярності, галерея Vasli Souza, Осло, Норвегія;
- 2022 — Молоді та вільні? / Метагерої, галерея Естер Окада, Токіо, Японія;
- 2022 — Фундаментальні космічні дослідження голої сингулярності з Мітею Фенечкіним, галерея «Асортіментна книга», Івано-Франківськ, Україна.